# Kantoni departmaja Indre
Sledi seznam 13 kantonov departmaja Indre v Franciji po reorganizaciji francoskega kantona, ki je začela veljati marca 2015:
- Ardentes
- Argenton-sur-Creuse
- Le Blanc
- Buzançais
- Châteauroux-1
- Châteauroux-2
- Châteauroux-3
- La Châtre
- Issoudun
- Levroux
- Neuvy-Saint-Sépulchre
- Saint-Gaultier
- Valençay